# Nowhere Special - Una storia d'amore
Nowhere Special - Una storia d'amore (Nowhere Special) è un film del 2020 scritto e diretto da Uberto Pasolini e interpretato da James Norton e Daniel Lamont.
Nel settembre 2019 fu annunciato che James Norton sarebbe stato il protagonista del film, scritto e diretto da Uberto Pasolini .
Le riprese iniziarono nell'agosto 2019.

## Trama
John, un lavavetri trentacinquenne, vive da solo col figlio Michael da quando la moglie lo ha abbandonato subito dopo la nascita del bambino. Dopo aver appreso di essere affetto da una malattia terminale e di avere solo pochi mesi di vita, John inizia la ricerca di nuovi genitori che assicurino a Michael un futuro sereno dopo la sua morte.

## Promozione
Il primo trailer italiano del film è stato diffuso l'8 novembre 2021.

## Distribuzione
Il film fu presentato in prima mondiale il 10 settembre 2020 nella sezione Orizzonti della 77ª Mostra internazionale d'arte cinematografica di Venezia.. Il film è uscito nelle sale cinematografiche del Regno Unito il  16 luglio 2021. Nei cinema italiani è uscito l'8 dicembre 2021.